# Neal Musser
Pour les articles homonymes, voir Musser.
Neal Musser, né le 25 août 1980 à Otterbein (Indiana), est un joueur américain de baseball évoluant en Ligue majeure de baseball chez les Kansas City Royals. Après la saison 2007, il compte 17 matchs joués en MLB pour une moyenne de points mérités de 4,38. 